# Heelagere, Arkalgud
Heelagere là một làng thuộc tehsil Arkalgud, huyện Hassan, bang Karnataka, Ấn Độ.